# 戦う民主主義
戦う民主主義（たたかうみんしゅしゅぎ、独: Streitbare Demokratie, 英: Defensive democracy、防衛的民主制（度））とは、戦後の（西）ドイツ連邦共和国基本法（ドイツ憲法）などで規定された、自由民主制度を破壊しようとする自由の敵には無制限の自由は認めないという理念に基づいた民主制であり、共産主義（コミュニズム、マルクスレーニン主義）やファシズムなど自由民主制を否定する言動への自由・権利までは認めない。防衛的民主制国家の例として、（西）ドイツ（1990年10月2日に東ドイツを吸収し、ドイツ連邦共和国）は1956年、憲法違反としてドイツ共産党を解散させている。

## 概要
民主主義とは国民の意思決定によって国政を運営する政治体制である。そしてその体制を維持するためには国民に思想の自由・言論の自由・表現の自由を保障することが不可欠である。
しかし国民が自ら自由を放擲し、民主主義的手続きに基づいて、民主主義を廃止する意思決定（自由からの逃走）を行った場合はどうなるのか。この場合「民主主義体制の自殺」ということになり、独裁などが成立するおそれがある。そこで「民主主義体制を覆す自由を制限し、国民に民主主義体制の維持を誓約させる」という安全策を採ることが考えられる。このように民主主義に沿った手続きで民主主義体制を覆そうというものから民主主義体制を守るという考えが「戦う民主主義」である。これは、寛容を是とする伝統的なリベラリズムにおいて、「人はすべての場合に寛容であるべきというわけではなく、不寛容な者には不寛容であるべき」であり「不寛容なものに対しては寛容に変わることを要求する」とする考えが認められていることとも対応する。
しかし「民主主義」をどう解釈するかは一義的に決められるものではなく、場合によっては権力者（多数派政党など）によって濫用され、表現の自由が侵されるおそれがあり、また仮に国民が非民主的価値を受け入れた場合、国民の決定を否定するならそれこそ「民主主義体制の自殺」ではないのかという立場や、特定の価値に優劣をつかないという価値相対的な立場からも反対がされ、採用している国は多くない。
なお、世界人権宣言第29条の2は「自己の権利及び自由を行使するに当たって、民主的社会における道徳、公の秩序及び一般の福祉の正当な要求を満たすことをもっぱらの目的とする法の制限に服する」こと、第30条は「この宣言のいかなる規定も、いずれかの国、集団又は個人に対して、この宣言に掲げる権利及び自由の破壊することを目的とする活動や行為を行う権利を認めるものと解釈してはならない。」と明記している。また市民的及び政治的権利に関する国際規約第5条も「この規約のいかなる規定も、国、集団又は個人が、この規約において認められる権利及び自由を破壊（中略）することを目的とする活動に従事し又はそのようなことを目的とする行為を行う権利を有することを意味するものと解することはできない。」と定めている。わかりやすく表現すると「他人の自由や権利を否定しまた破壊する権利は誰にもなく、そのような自由も認められない」ということである。

## 旧枢軸国の例

### ドイツ

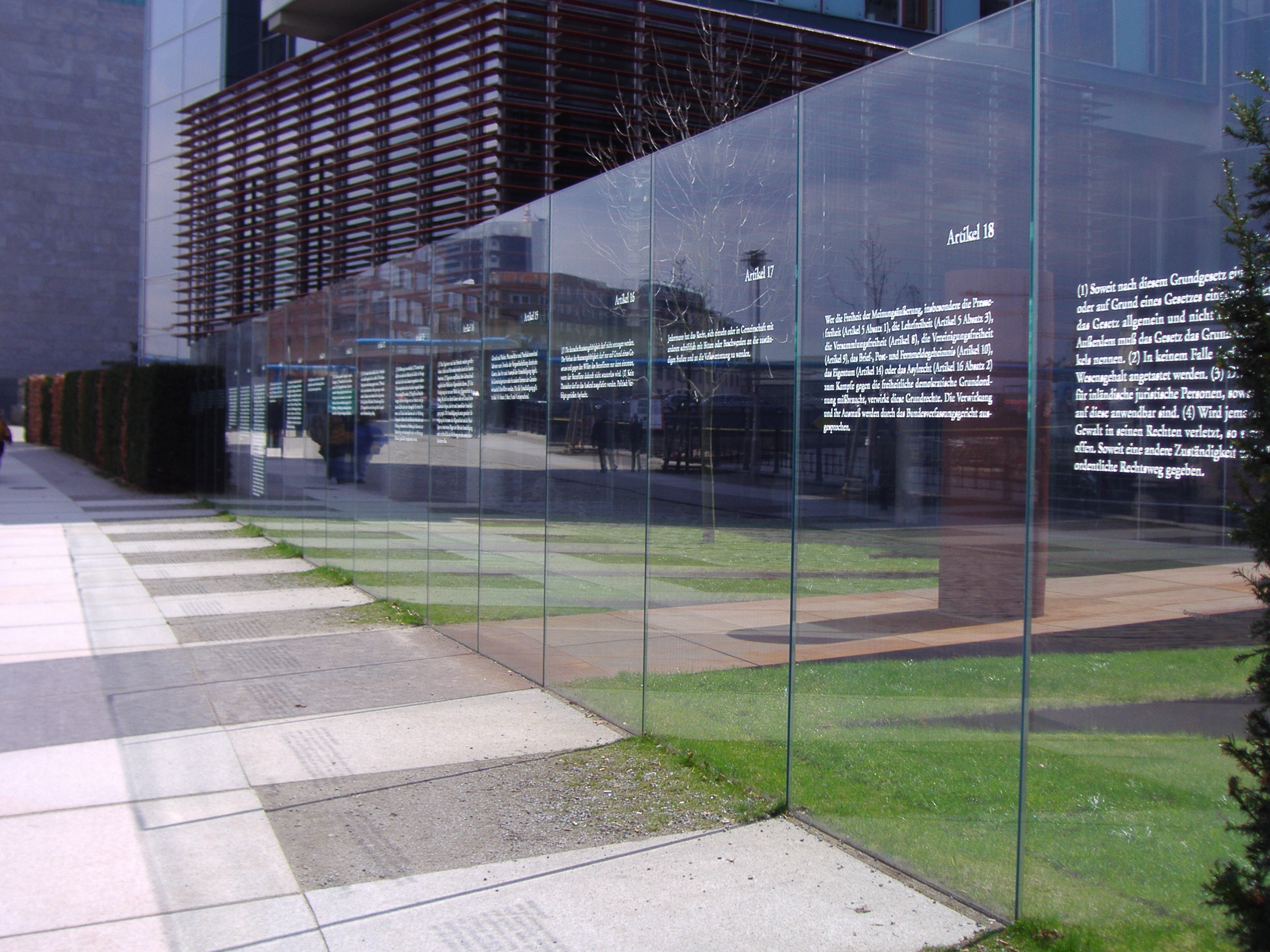
ベルリンのヤーコプ・カイザー・ハウスにあるドイツ連邦共和国基本法第1章「基本権」の条文の銘板。画面手前2枚目の石碑には「戦う民主主義」の理念が現れた基本法第18条の条文が刻まれている。

ドイツは「戦う民主主義」を標榜している国の代表的な例とされる。ヴァイマル共和政時代末期のナチ党は権力を握ると、ヴァイマル憲法第48条（大統領緊急令規定）に基づいて発した「民族と国家の保護のための大統領令」（1933年2月29日発令）によって、同憲法の基本的人権保護規定を無効化し、各種工作の結果、憲法の上位に立つ全権委任法を制定させ、ヴァイマル憲法を死文化、独裁体制を確立した。
この過程は、ヴァイマル憲法のシステムを悪用したものであり、第二次世界大戦後に問題になった。敗戦後の1949年、西側連合国占領地域において設立されたドイツ連邦共和国（西ドイツ）では、こうした事態を防ぐために「戦う民主主義」の概念が生まれた。
この概念を生み出したのは、ナチス時代に非アーリア人として弾圧されてアメリカ合衆国に亡命し、戦後は基本法制定に参加した憲法学者のカール・レーヴェンシュタインである。
現行の事実上の憲法であるドイツ連邦共和国基本法（ボン基本法）自体には、概念は明文化されていないが、1956年の連邦憲法裁判所判決が示すとおり、基本法制定者の思考の基盤となっている。
- 人間の尊厳の不可侵（基本法第1条）と、民主主義体制（基本法第20条）を明記した憲法を擁護する義務を、政治家を含めた全国民に課す（憲法への忠誠。基本法5条3項ほか）。
- 憲法秩序に反する団体は、禁止される（基本法9条2項）[6]。
- 憲法が保障する権利を、自由で民主的な体制を破壊するための闘争に濫用する者は、これらを制限される（基本法18条）[6]。
- 政府が憲法と国民に背き、これを正す手段が他に一切ない場合に、国民は抵抗権を発動できる（基本法20条4項）
- 政党の内部秩序は、民主制の諸原則に合致していなくてはならない（基本法21条1項）[7]。自由主義や民主主義を否定し、連邦共和国の破壊を目指す政党は、違憲となる。違憲政党の決定は、連邦憲法裁判所で行なわれ、各団体は、連邦憲法擁護庁に監視される（基本法21条2項）[6]。違憲政党の代替組織も禁止される（基本法33条）[8]。
- 基本法21条の政党規定は、連邦法の政党法（ドイツ語版）によって定められる。
- 人間の尊厳や人権の保障・民主主義などの根幹原則を破壊するなど、自己否定するような方向への改憲を認めない（基本法79条3項）
- 緊急立法によって、基本法を改正・廃止したり適用禁止を行なったりすることはできない（基本法81条4項）[9]。

21条の規定により、ドイツ共産党（KPD）、ドイツ社会主義帝国党等は違憲とされ、解党された。
ボン基本法第5条3項から第18条までと第21条「基本権」の項目には、「戦う民主主義」の提要である「国民の憲法擁護義務」（何よりも基本法第1条が「人間の尊厳の不可侵」を定める）が規定されている。5条3項では、芸術・学問・研究・教授の自由を保障しているが「教授の自由は、憲法に対する忠誠を免除しない」と留保している。
ナチ党またはアドルフ・ヒトラー個人、若しくはその思想や行為を礼賛し、歴史的事実を否定したり差別を煽るあらゆる主張・行為（例としてホロコースト否認論）は処罰される（刑法第130条「民衆扇動罪」）。また、ナチスの標章であるハーケンクロイツは、刑法第86a条にて、反ナチ表現とナチス時代を描写するのに必要な場合を除いて、公衆におけるあらゆる使用が禁止されている。従って、出版などにおいてもハーケンクロイツの使用は認められず、ネオナチがハーケンクロイツを掲げて行進するようなことも禁止されている（これにより多くのネオナチ集団は、ケルト十字、トーテンコップ（髑髏章。親衛隊官帽の前章に使われていた）、ルーン文字のS2つ（親衛隊の略）やO（領土の意）などを紋章として掲げる）。
2025年、ドイツ政府機関がAfDを過激派認定した。これについて、アメリカのヴァンス副大統領は「ベルリンの壁を再建」と批判した。

### イタリア
イタリアは、イタリア王国当時にサヴォイア家がファシスト党の後見役となって全体主義体制に協力した反省から、敗戦翌年の1946年に王制を廃し共和制となった際に民主主義を実現する最低条件として「反ファシズム」と「共和主義」を明記した憲法が制定された。イタリア共和国憲法第139条には「改憲でも共和政体を破棄することはできない」という条項が明記されている。また、2002年に改憲がおこなわれるまでは憲法によって、国外追放されたサヴォイア一族の入国も禁止されていた。ただしネオ・ファシズムの政党自体は禁止されておらず、政治的な活動を続けている。またイタリア共産党も西側最大級の規模を誇った。

### 日本
大日本帝国憲法下の1925年、普通選挙法による男子普通選挙開始にあわせた社会主義・共産主義対策として治安維持法が制定され、さらに取締の対象範囲が拡大していき反政府運動・思想全般が取締の対象となった。
日本国憲法下では「戦う民主主義」のような制度は採用されていない。日本国憲法では、「集会、結社及び言論、出版その他一切の表現の自由は、これを保障する。」「検閲は、これをしてはならない。通信の秘密は、これを侵してはならない。」とある。1953年の戦争犯罪による受刑者の赦免に関する決議で戦犯についても名誉回復されている。ただし戦前の国家神道の影響から政教分離は比較的厳格である。
憲法擁護義務は第99条で天皇または摂政および国務大臣、国会議員、裁判官その他公務員を対象に課せられている（一部の例外を除いた公務員については拝命の際に憲法へ服従すると宣誓を行うことが要求されている）。国民一般に対しては、憲法上の義務は子弟への義務教育、勤労と納税が規定されているが、憲法擁護義務は規定されていない。類似したものとして人権の保持と維持の義務が第12条前段で明記されているが、直接的・積極的な条文・規定は存在しない。これは「憲法は権力者を縛るもので国民から政府への命令」という「立憲主義」の考え方によるものとされている。
なお、「日本国憲法に基づく体制を破壊しようと企んだ者」を取り締まり・監視・排除する法令としては内乱罪・破壊活動防止法・出入国管理法のほか、電波法・公務員等の欠格条項規定が存在する。しかし「日本国憲法に基づく体制を破壊しようと企んだ者」は「暴力主義的破壊活動を行った者」を対象としたものであり、ナチ党がヴァイマル共和政に対して行ったような「合法的な」権力掌握による日本国憲法体制の破棄を対象にしたものではない。また、「日本国憲法に基づく体制を破壊しようと企んだ者」の欠格条項規定は一般職公務員および一部の特別職公務員のみに限られており、国務大臣や国会議員については明記されていない。例えば日本共産党は警察官からは排除されるとされるが、1950年代の武装闘争時代でも選挙へ出馬していた。また中核派が武装闘争と並行して合法活動（都政を革新する会）を設立し議員を送り込んだこともある。

## その他の例

### ポーランド
ポーランドでは、1997年制定の憲法の第13条で、綱領においてナチズムやファシズムおよび共産主義を活動方針とする政党、政党の綱領や活動方針が人種的および民族的憎悪（レイシズム）、政権獲得もしくは国家政策への影響のために暴力を行使する事を想定あるいは許容している政党および組織の存在を禁止している。

### 欧州評議会
欧州評議会は法の支配の下にヨーロッパ諸国の平和と安定を目的に創設され、加盟国に対して、法の支配、民主主義、基本的人権の遵守を条件として掲げており、かつて加盟したベラルーシは国内の民主主義の抑制を理由に現在も除名されている。そしてその基本条約である「人権と基本的自由の保護のための条約」は世界人権宣言と市民的及び政治的権利に関する国際規約（第5条）を踏まえて、その第17条で条約の保障する権利と自由の破壊を目的とした行為を「権利の乱用」として禁止している。さらに条約は信教の自由や表現の自由にも『民主的社会の道徳』による制限を規定している。

### 韓国
大韓民国では国家保安法が存在する。治安維持法が母体となった。また左派勢力は親日発言を罰する法律の制定を目指している。